# Estela de Mesa

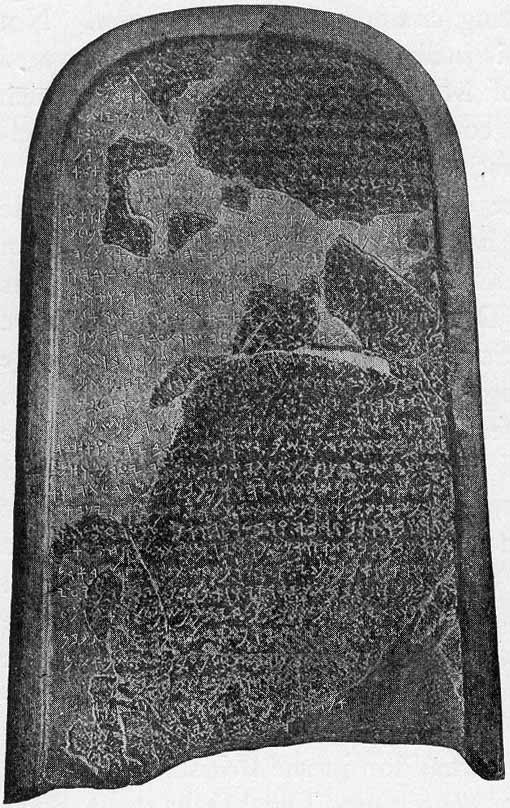
La estela como se fotografió alrededor de 1891.

La Estela de Mesa (popularizada en el siglo XIX como la "Piedra Moabita") es una piedra de basalto negro, que muestra una inscripción de Mesa, rey moabita del siglo IX a. C., la cual fue descubierta en 1868. La inscripción de 34 líneas, la más extensa recuperada del antiguo Moab, fue escrita en alfabeto paleohebreo. Fue erigida por Mesa, alrededor de 850 a. C., como un registro y recuerdo de sus victorias en su revuelta contra el Reino de Israel, que emprendió tras la muerte de su gobernante, Ahab.
La piedra tiene 124 cm de alto y 79 cm de ancho y 36 cm de espesor; es redondeada por arriba. Fue descubierta en el antiguo Dibon hoy Dhiban, Jordania, en agosto de 1868, por el Rev. F. A. Klein, un misionero alemán en Jerusalén. "Los árabes de las proximidades, temiendo la pérdida de tal talismán, rompieron la piedra en trozos; pero ya se había obtenido un molde por [Charles] Clermont-Ganneau, y la mayoría de los fragmentos fueron recuperados y montados por él". Un molde es una impresión en papel maché. El molde (que nunca ha sido publicado) y la estela recompuesta (que ha sido publicada en muchos libros y enciclopedias ) están actualmente en el Museo del Louvre, en una de las salas dedicadas al Levante: Planta Baja, ala Sully, sala "D". Su clasificación es "AO5066".

## Contenido
La estela describe:
1. cómo Moab fue conquistado por Omrí, Rey de Israel, como el resultado del disgusto del dios Quemos. Las victorias de Mesha sobre el hijo de Omrí (no mencionado por su nombre), sobre los hombres de la tribu de Gad en Ataroth, y en Nebo y Jehaz;
2. sus construcciones públicas, restaurando las fortificaciones de sus fortalezas y construyendo un palacio y depósitos para el agua; y
3. sus guerras contra los Horonaim.

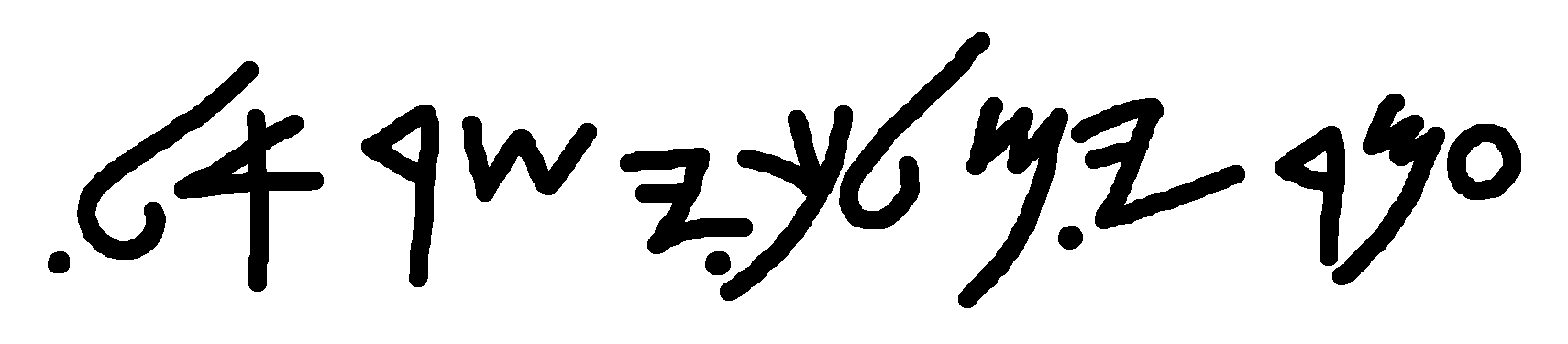
עמרי מלך ישראל (Omri rey de Israel) explícitamente mencionado en la estela.

Esta inscripción puede ser interpretada como suplemento y corroboración de la historia del Rey Mesa registrada en el 2 Reyes 3:4-27, ganando por ello un prominente lugar en el corpus de la arqueología bíblica. Sin embargo hay partes en la Biblia que pueden generar confusión en contraste con lo que describe la piedra. En la Biblia, específicamente en los Libros de los Reyes no dice quién conquista Moab. Sin embargo desde tiempo antes de que hubiera reyes en Israel ya se había conquistado a los moabitas (1 Jueces 3:30). Y encontramos que en 1 Reyes 16 narra cómo Omrí se convirtió en rey sobre Israel y dice ahí que ya era un comandante del ejército. Recordemos que en esos días el conflicto estaba a la orden del día y que este comandante Omrí bien pudo haber liderado el ejército para conquistar o reconquistar Moab. Más adelante en 2 Reyes ya habla del rey de Moab pagándole tributo al rey de Israel (capítulo 3 versículo 4). Y también se confunde que al no mencionar en la piedra el nombre del hijo de Omrí, se puede interpretar como lo hacemos ahora que es el hijo inmediato, pero en la Biblia, como en aquel tiempo, se le llaman hijos a los nietos, bis nietos, etc. de modo que la rebelión se da en contra del hijo de Ajab, Joram, al que también se le puede llamar "hijo de Omrí". En la Biblia, es Yahvé quien da la victoria a Joram. Israel se retira, de acuerdo con los Libros de los Reyes, a causa de "un gran furor" desatado ante la visión de Mesha sacrificando a su primogénito sobre las murallas, muy probablemente al dios Quemos. Este pasaje describe en su decimoctava línea a la derecha el tetragrámaton que describe el nombre de Yahvé. 
Con la excepción de unas pocas variaciones, tales como -in por -im en plurales, el moabita de la inscripción es idéntico a una forma temprana de hebreo. El alfabeto moabita es el tipo más antiguo de alfabeto semítico de tipo fenicio. La forma de las letras aquí usadas proporciona información muy importante e interesante sobre la historia de la formación del alfabeto, así como, incidentalmente, las artes de la vida civilizada de aquellos tiempos en la tierra de Moab. Este antiguo monumento, que registra las heroicas luchas del Rey Mesha con Omrí y Ajab, fue erigido alrededor de 850 a. C. Aquí "tenemos los mismos bloques en los que los trabajadores del mundo antiguo tallaron la historia de sus propios tiempos, y de los cuales el ojo de sus contemporáneos leía hace miles de años el registro de eventos de los cuales ellos mismos habían sido los testigos."
En 1994, tras examinar tanto la Estela de Mesa como el molde de papel de ella en el Museo del Louvre, el científico francés André Lemaire reportó que la línea 31 de la Estela de Mesa muestra la frase "la casa de David" (en Biblical Archaeology Review [May/June 1994], pp. 30-37). Lemaire tuvo que añadir una letra destruida, la primera "D" en "[D]avid," para decodificar la expresión. La frase completa en la última parte de la línea 31 se leería entonces, "En cuanto a Horonen, vivía en él la casa de [D]avid," וחורננ. ישב. בה. בת[ד]וד. (Nota: los corchetes [ ] encierran letras o palabras que han sido suplementadas, donde las letras fueron destruidas o estaban sobre fragmentos que aún están perdidos.) La mayoría de los estudiosos encuentran que ninguna otra letra allí suplementada proporciona una lectura que tenga sentido. Baruch Margalit trató de supplementar otra letra: "m," junto con varias otras letras en lugares tras ese. La lectura que resultaba era "Ahora Horoneyn estaba ocupado al final del [reino] de [mi pre]decesor por los [edom]itas." (Baruch Margalit, "Studies in NWSemitic Inscriptions," Ugarit-Forschungen 26, p. 275). Sin embargo, la lectura de Margalit no ha conseguido atraer ningún apoyo significativo en publicaciones científicas.
En 2019, Israel Finkelstein, Nadav Na'aman y Thomas Römer concluyeron, sobre la base de fotografías de alta resolución del apretón, que el monarca mencionado se refiere a tres consonantes, comenzando con 'B', que y el candidato más probable no es David, sino Balac, un moabita bíblico. Por contrapartida, ese mismo año el epigrafista francés Michael Langlois usó fotografías de alta resolución tanto de la inscripción en sí como del apriete original del siglo XIX de la estela entonces todavía intacta para concluir con la opinión de Lemaire de que la estela contiene la frase "Casa de David", aunque ambas reconstrucciones han sido igualmente discutidas.
Mientras la última mención de la "Casa de David" en el fragmento de la estela de Tel Dan fue escrito por un rey arameo enemigo, esta inscripción viene de un moabita enemigo de Israel, también envaneciéndose de una victoria. Si Lemaire tiene razón, ahora hay dos referencias tempranas a la dinastía de David, una en la Estela de Mesa (mediados del siglo IX a. C.) y la otra en la Estela de Tel Dan (de mediados del siglo IX a. C. a mediados del siglo VII a. C.), como se recoge en Time Magazine, 18 de diciembre de 1995. Para una discusión completa aunque técnica, ver Lawrence J. Mykytiuk, _Identifying Biblical Persons in Northwest Semitic Inscriptions of 1200–539 B.C.E._, Academia Bíblica series, no. 12 (Atlanta: Society of Biblical Literature, 2004), pp. 265-277. 
En 1998, otro estudioso, Anson Rainey, tradujo una desconcertante frase de dos palabras en la línea 12 de la Estela de Mesa, אראל. דודה, como "su davídico fuego de altar" (Anson F. Rainey, "Mesha and Syntax," in _The Land That I Will Show You_, edited by J. Andrew Dearman and M. Patrick Graham, Supplement Series, no. 343 [Sheffield, England: Sheffield Academic Press, 2001], pp. 300-306).
Las identificaciones del bíblico Mesha, rey de Moab, y del bíblico Omrí, rey del Reino del Norte de Israel, en la Estela de Mesa son generalmente aceptadas por la comunidad científica, especialmente porque lo que se dice de ellos en la narrativa de la Estela de Mesa se adecua bien con la narrativa de los libros bíblicos de los Reyes y las Crónicas.
La identificación de David en la Estela de Mesa, en cambio, permanece controvertida. Esta controversia nace parcialmente del estado fragmentario y de la línea 31 de la estela de Mesa y parcialmente de una tendencia desde los 1990, extendida entre los científicos europeos, a cuestionar o minusvalorar la fiabilidad histórica de la Biblia hebrea (Antiguo Testamento). En Europa, P. R. Davies, Thomas L. Thompson, y Niels P. Lemche muestran una fuerte tendencia a rechazar la historicidad bíblica, mientras André Lemaire, K. A. Kitchen, Jens Bruun Kofoed, y otros científicos europeos son excepciones a esta tendencia. Muchos científicos se inclinan en una dirección o la otra pero de hecho ocupan el terreno intermedio. En general, los científicos norteamericanos e israelíes tienden a estar más dispuestos a aceptar la identificación del bíblico rey David en la estela de Mesa. La controversia sobre si las antiguas inscripciones confirman o no la existencia del rey David mencionado en la Biblia usualmente se centran menos en la estela de Mesa y más en la estela de Tel Dan.

### Historia que contiene
Siendo Omrí rey de Israel, Moab pagaba un gran tributo. En 2 Reyes 3:4 se eleva a la cantidad de 100 mil carneros y otros tantos corderos con su lana; lo que parece una cifra exagerada. La estela pone de manifiesto que durante todo el reinado de Omrí, Moab estuvo sometido a Israel. La revuelta comenzó a mediados del reinado de su hijo, que sería Acab; mientras que según la Biblia es a la muerte de este rey cuando Mesa se subleva (1 Reyes 1,1; 3,5). También hay diferencia en la cantidad de años que duró la opresión. Según la estela fueron 40, mientras que, sumando los años de Omrí (12, según 1 Reyes 16,23) y la mitad de Ajab (11, según 1 Reyes 16,29, éste reinó 22 años), no se pasa de 23 años. Para coordinar ambos datos habría que traducir en la octava línea de la estela «nieto» en lugar de «hijo». Esta traducción está respaldada al menos por el uso bíblico (cfr. Gen 29,5; 2 Reyes 8,18.26). Así, los 40 años de opresión israelita corresponderían a los 12 de Omrí, los 22 de Ajab, el año corto de Ocozías (2 Reyes 1) y los 6 de la mitad del reinado de Joram (2 Reyes 3,1). Según la Biblia, a la sublevación de Mesa respondió Joram de Israel aliándose con Josafat de Judá y un desconocido rey de Edom.
La primera parte de la estela responde a los resultados de la sublevación con gran probabilidad: Mesa se apoderó de Médaba, Atarot y Nebo, llegando hasta Yahaz, fortaleza de los reyes de Israel. Esta zona se encuentra al norte del río Arnón. La incursión de castigo atacó a Moab por el sur o retaguardia de Moab, sin duda, porque en el norte se habrían encontrado con las ciudades recién fortificadas y con la barrera natural del río Arnón. Costeando el Mar Muerto, los confederados avanzaron peligrosamente contra la capital del reino. En pleno desierto del Arabá, la necesidad de agua provocó la embajada de los tres reyes a Eliseo (v.) el cual ordenó cavar zanjas que una lluvia providencial llenó a la mañana siguiente. Aunque no son frecuentes, las tormentas, que se desencadenan en la profunda depresión del Gor, provocan grandes torrenteras hacia el Mar Muerto. Una expedición de dominicos fue testigo de un suceso semejante en marzo de 1895 (cfr. Revue Biblique, 1896, 445). El agua engañó a los moabitas que la creyeron sangre (cierta forma de espejismo) y a la vez levantó los ánimos de Israel que se lanzó a la conquista, devastando a su paso todos los recursos del enemigo. La destrucción de estas ciudades es indirectamente confirmada por la estela, que menciona Bet-Bamot y Bézer como poblaciones en ruinas y reconstruidas por Mesa. La preocupación por fortificar Qarhot, con la orden de construir aljibes o cisternas, demuestra que Mesa temía fundadamente una invasión o un largo asedio. Compárese con lo hecho por Ezequías en una situación semejante (cfr. 2 Par 32,1-8)
La estela ignora el infanticidio llevado a cabo por Mesa (2 Reyes 3,27). La Biblia, una vez demostrado el poder de Eliseo, alude a la retirada del ejército, sin más. Mesa proclama su victoria. La razón de la retirada bien pudo deberse al horror que causó el crimen ritual del rey moabita o mejor, quizá, a la noticia de una incursión siria que amenazaba directamente a Samaria.
El rey Mesa consolidó todo este territorio, que agregó a Moab y realizó todas las obras que menciona la estela, con más probabilidad después de la revolución de Yehú, que acabó con la dinastía de Omrí y con el predominio israelí en toda esta zona. La estela de Mesa confirma los datos bíblicos, a la vez que nos ilustra sobre la parcialidad que todo relato histórico lleva aneja.

## Texto
Soy Mesa, hijo de Quemos, rey de los moabitas, el dibonita. Mi padre reinó sobre Moab treinta años, y yo reiné después de mi padre. Y he construido este santuario para Quemos en Karchah, un santuario de salvación, porque él me salvó de todos los agresores, y me hizo mirar a todos mis enemigos con desprecio. Omrí era rey de Israel y oprimió a Moab durante muchos días, y Quemos se enojó por sus agresiones.  Su hijo lo sucedió, y también dijo: Oprimiré a Moab. En mis días dijo: Vamos, y veré mi deseo sobre él y su casa, e Israel dijo: La destruiré para siempre. Omrí tomó la tierra de Madeba y la ocupó en su día y en los días de su hijo, cuarenta años. Y Quemosh tuvo misericordia de eso en mi tiempo. Y edifiqué a Baal-meón y en él hice una zanja, y edifiqué a Quiriathaim. Y los hombres de Gad habitaron en la tierra de Atarot desde tiempos antiguos, y el rey de Israel fortificó Atarot. Ataqué la muralla y la tomé, y maté a todos los guerreros de la ciudad para agradar a Quemos y Moab, y quité de ella todo el botín y lo ofrecí delante de Quemos en Quiriat; y
puse en ella a los varones de Siran ya los varones de Mochrath. Y Quemos me dijo: Ve y toma a Nebo contra Israel, y yo fui de noche y luché contra él desde el amanecer hasta el mediodía, y lo tomé; y maté en total a siete mil hombres, pero no maté. las mujeres y doncellas, porque las dediqué a Ashtar-Qeemosh; y tomé de ella los vasos de Yahweh, y los ofrecí ante Quemos. Y el rey de Israel fortificó Jahaza y la ocupó cuando hizo la guerra contra mí, y Quemos lo echó delante de mí, y yo tomé de Moab doscientos hombres en total, los puse en Jahaza y la tomé para anexarla. a Dibon. Construí Karchah, el muro del bosque y el muro de la colina. Yo construí sus puertas y construí sus torres. Construí el palacio del rey e hice prisiones para los criminales dentro del muro. Y no había pozos en el interior del muro en Karchah. Y dije a toda la gente: 'Hagan de cada uno un pozo en su casa'. Y cavé el foso para Karcha con los hombres escogidos de Israel. Construí Aroer y crucé el camino a través del Arnon. Tomé Beth-Bamoth porque fue destruida. Construí Bezer porque fue derribado por los hombres armados de Daybon, porque todo Daybon era ahora leal; y reiné desde Bikran, que agregué a mi tierra. Y edifiqué Bet-Gamul, Bet-Diblataim y Bet Baal-Meón, y puse allí a los pobres de la tierra. Y en cuanto a Horonaim, los varones de Edom habitaron allí, en la descendencia de la antigüedad. Y Quemos me dijo: Desciende, haz guerra contra Horonaim y tómalo. Y la asalté, y la tomé, porque Quemos la restauró en mis días. Por eso hice .... ... año ... y yo ....